# Památník rozloučení

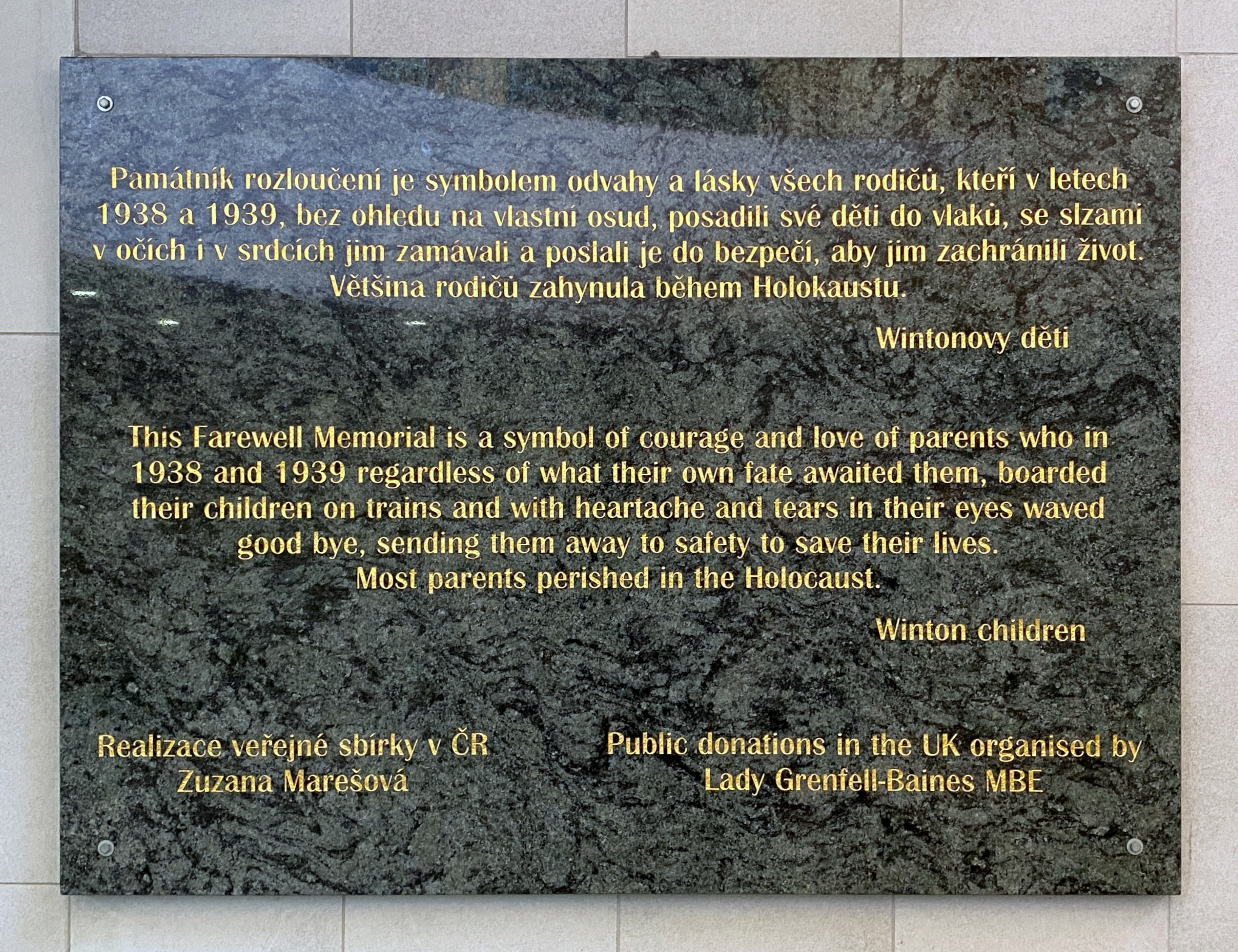
Památník rozloučení – doprovodná pamětní deska

Památník rozloučení je v pořadí již druhý památník spojený s tzv. Wintonovými vlaky.Byl slavnostně odhalen dne 27. května 2017 na pražském Hlavním nádraží.

## Historie vzniku
Původní nápad na památník se zrodil nedlouho před rokem 2017 v hlavě Hugo Maroma – též jednoho z Wintonových dětí. Vznik památníku rozloučení inicializovaly dvě ze zachráněných Wintonových dětí: Zuzana Marešová a v Anglii žijící lady Milena Grenfell-Baines MBE (rozená Fleischmannová). Sbírka finančních prostředků na památník rozloučení se konala od července 2016 do dubna 2017 a organizoval ji spolek „Farewell Memorial“, založený Wintonovými dětmi.

## Poslání
Památník je trvalým místem připomínajícím odvahu rodičů (tzv. Wintonových dětí) poslat své děti do neznáma, oceňuje jejich lásku jakož i fatální rozhodnutí, které většině židovských dětí umožnilo odjezd do Spojeného království a tím jim zachránilo život.

## Popis památníku
Památník má podobu přesné repliky dřevěných dveří s vnějším oplechováním z osobního vagónu III. třídy řady Ca osobního vlaku. Jedná se o identický vagón, jakým v roce 1939 vycestovalo z Prahy (díky Siru Nicholasi Wintonovi) 669 převážně židovských dětí.
Návrh památníku rozloučení vypracoval Stuart Mason, autorem skleněné výzdoby je sklář Jan Huňát. Inspirací k vytvoření památníku byl jeho tvůrci originální vagón použitý k transportu Wintonových dětí. Tento vagón se dochoval v bratislavském muzeu. Prosklená část dveří vagónu je tvořena skleněnou deskou, která má z jedné strany utavené „odlitky“ dětských rukou a z druhé strany ruce dospělých. Skleněné odlitky byly vytvořeny podle rukou Mileny Grenfell-Bainsové a Zuzany Marešové a pravnoučat jedné z nich. Památník je z bronzu, je umístěn na mramorovém podstavci s dvojjazyčným nápisem „PAMÁTNÍK ROZLOUČENÍ – FAREWELL MEMORIAL“ a nachází se v průchodu z odjezdové haly k nástupištím pod kupolí secesní Fantovy kavárny. Na levé straně od památníku na stěně průchodu je umístěna kamenná doprovodná pamětní deska s následujícím textem:
Památník rozloučení je symbolem odvahy a lásky všech rodičů, kteří v letech 1938 a 1939, bez ohledu na vlastní osud, posadili své děti do vlaků, se slzami v očích i srdcích jim zamávali a poslali je do bezpečí, aby jim zachránili život. Většina rodičů zahynula během Holokaustu.
Wintonovy děti, česká část textu na doprovodné kamenné pamětní desce, zdroj: foto doprovodné desky
Dle informací SŽDC byl 9. června 2019 památník poškozen pouličními vandaly. Od tohoto dne jsou na skleněném reliéfu praskliny. Pachatel nebyl dosud dopaden.[zdroj?]

## První památník Nicholase Wintona

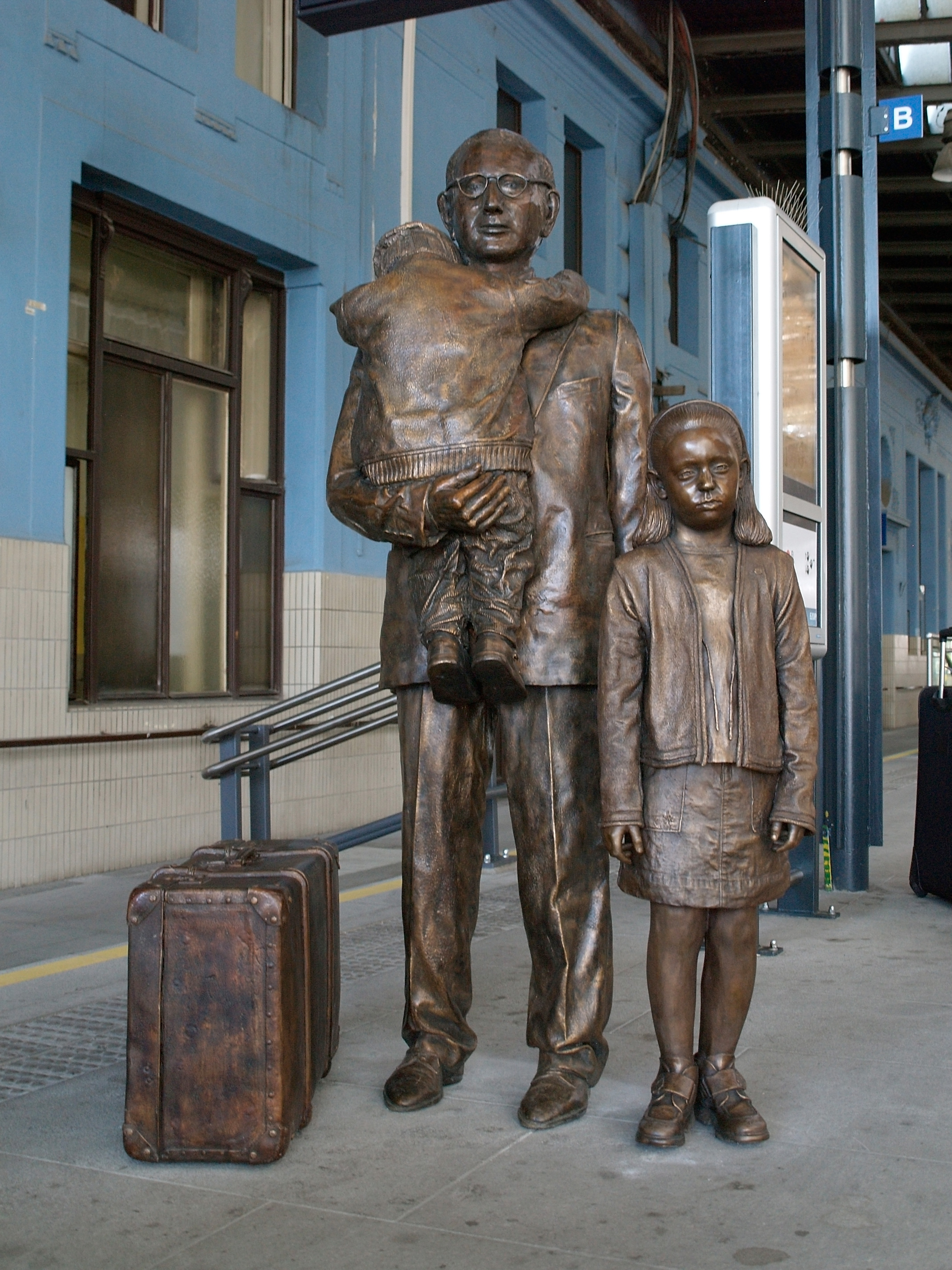
Památník sira Nicholase Wintona na pražském hlavním nádraží, odhalený při příležitosti vypravení „Winton Train“ dne 1. září 2009; sochařka Flor Kentová

Na prvním nástupišti hlavního nádraží v Praze se nachází již jeden památník připomínající sira Nicholase Wintona. Jeho autorkou je sochařka Flor Kentová. Sousoší znázorňuje tři postavy (vymodelované podle skutečných osob):
- Nicholase Wintona,
- vnučky jednoho ze zachráněných dětí a
- chlapce, podobajícího se tříletému Hansimu, jenž přijel posledním vlakem do Anglie.